# غييرمو أمور
غييرمو أمور مارتينيز (بالإسبانية: Guillermo Amor)، من مواليد 4 ديسمبر 1967 في بينايدورم، لاعب كرة قدم إسباني سابق.
لعب مع نادي برشلونة الإسباني ونادي فيورنتينا ونادي فياريال ونادي ليفينغستون.

## روابط خارجية
- غويليرمو أمور على موقع الاتحاد الدولي (مؤرشف)  (الإنجليزية)
- غويليرمو أمور على موقع الاتحاد الأوربي (الإنجليزية)
- غويليرمو أمور على موقع قاعدة بيانات كرة القدم.إي يو (الإنجليزية)
- غويليرمو أمور على موقع ناشيونال فوتبول تيمز (الإنجليزية)
- غويليرمو أمور على موقع عالم كرة القدم.نت (الإنجليزية)
- غويليرمو أمور على موقع كووورة